# Партизанская Красная армия
 Партизанская Красная армия (ПКА) — объединение РККА, сформированное во время Гражданской войны в России в Советской Республике.

## Предыстория
Экспедиционный партизанский отряд Всероссийского Центрального Исполнительского Комитета.
В годы Гражданской войны в России с мая 1918 года в Поволжье воинские части Рабоче-крестьянской Красной армии сражались с воинскими частями Чехословацкого корпуса и русской Народной армии, сформированной Комучем. Военные силы Белого движения заняли все уездные центры края и г. Казань.
В то время у Советской Республики главным фронтом был Восточный. В. И. Ленин тогда говорил, что сейчас вся судьба революции зависит от быстрой победы над чехословаками на фронте Казань — Урал — Самара. В Казанской и Уфимской губерниях (на территории нынешней Республики Татарстан) действовали части 2-й армии и 5-й армии, а также Волжская военная флотилия. В г. Казани находился Реввоенсовет фронта.
К августу территория подконтрольная Комитету Учредительного собрания простиралась с запада на восток на 750 вёрст (от г. Сызрани до г.Златоуста, с севера на юг — на 500 вёрст (от г. Симбирска до г.Вольска), это были Самарская, часть Саратовской, Симбирская, Казанская и Уфимская губернии, власть Комуча признавали оренбургское казачество и уральское казачество.
В августе Советское руководство решило направить в тыл белых войск Экспедиционный партизанский отряд Всероссийского Центрального Исполнительского Комитета (ВЦИК). Уполномоченный ВЦИКа И. С. Кожевников (удостоверение № 19375 от сентября 1918 г., подписанное председателем ВЦИКа Я. М. Свердловым) назначен командиром Экспедиционного партизанского отряда ВЦИК (далее Экспедиционный отряд) и получил задание организовать и вести партизанскую войну в тылу чехословацкого корпуса с непосредственным подчинением Реввоенсовету Республики. Комиссаром отряда назначен В. Г. Кальницкий, начальником штаба — Э. К. Тиссэ.
- И. С. Кожевников. В 1915-17 гг. служил механиком на Харьковском телеграфе. Октябрьский вооружённый переворот 1917 г. Кожевников принял восторженно и вскоре был назначен комиссаром Харьковского почтово-телеграфного округа. С февраля 1918 г. — чрезвычайный комиссар пяти южных почтово-телеграфных округов. С мая по сентябрь этого же года Кожевников — чрезвычайный комиссар по связи всех фронтов. В сентябре-ноябре 1918 г. — уполномоченный ВЦИК по организации и ведению партизанской войны в тылу чехословаков с непосредственным подчинением Реввоенсовету республики в Уфимской губернии (на территории нынешней Татарии и Башкирии), командир Экспедиционного партизанского отряда ВЦИК.

План боевых действий партизанской экспедиции был рассмотрен и одобрен председателем Реввоенсовета Республики Л. Д. Троцким и командующим войсками Восточного фронта И. И. Вацетисом. Экспедиционный отряд должен был ударами по тылам белых войск помогать своим наступающим войскам Восточного фронта Красной Армии, сражающимся на участке городов Чистополь — Мензелинск — Бирск, которые были усилены войсками переброшенными сюда после поражения под Казанью. Практическая задача партизанского отряда состояла в движении и высадке на р. Каме в с. Мысовые Челны (современные Набережные Челны), занятии Мензелинского уезда Уфимской губернии и продвижении в направлении Бирского уезда и г. Бирска.
(Г.Чистополь (до 1917 года второй по значению (после Казани) город Казанской губернии), уездный город Чистопольского уезда Казанской губернии. Г.Мензелинск, уездный город Мензелинского уезда Уфимской губернии. Г.Бирск, уездный город Бирский уезд Уфимской губернии)
Общая численность Экспедиционного отряда, сформированного в основном из служащих Курского, Нижегородского и Астраханского почтово-телеграфных округов, насчитывала 500 человек.
Командование Экспедиционного партизанского отряда ВЦИК:
- Кожевников, Иннокентий Серафимович, командир (сентябрь -ноябрь 1918)
- Кальницкий В. Г., комиссар (сентябрь -ноябрь 1918)
- Тиссэ, Эдуард Казимирович, начальник штаба (сентябрь -ноябрь 1918)

Состав отряда:
- Управление.
- 1-я и 2-я пехотные роты.
- Пулемётная команда (13 пулемётов).
- Артиллерийская батарея из трёх орудий.
- Команда связи.
- При отряде действовала Чрезвычайная следственная комиссия по борьбе с контрреволюцией, саботажем и шпионажем.

К концу сентября Народная армия оставила большую часть контролируемых Комучем территорий. 23 сентября в г. Уфе на Государственном совещании образована Уфимская директория, объединившая и заменившая собой Комуч и соперничавшее с ним Временное Сибирское правительство.
30 сентября Экспедиционный отряд выступил из Москвы, следуя до Нижнего Новгорода через станцию Арзамас поездом. Далее отряд двигался на кораблях «Фултон», «Дмитрий Донской», «Ориноко».
Отступление русской Народной армии продолжалось, и р. Волга была полностью занята войсками Красной армии.
3 октября советские войска взяли г. Сызрань.
6 октября Экспедиционный отряд прибыл в с. Мысовые Челны (Набережные Челны), где Кожевников оставил небольшой гарнизон.
8 октября советские войска взяли бывшую столицу Комуча г. Самара.
8 октября Экспедиционный отряд выступил в поход по тылам белой Народной армии.
11 октября произошёл первый бой, погиб Георгий Александров из г. Царицына, похороненный в Набережных Челнах.
12 октября были схвачены и расстреляны в с. Тагаеве разведчики отряда Александр Яковлев и Николай Панов.
15 октября с боем Экспедиционный отряд взял с. Матвеевку.
16 октября Экспедиционный отряд взял г. Мензелинск. Боевыми действиями здесь командовал комиссар отряда В. Г. Кальницкий. В с. Пьяный Бор (ныне Красный Бор) состоялась встреча начальника Экспедиционного отряда И. С. Кожевникова с командующим Волжской военной флотилией Ф. Ф. Раскольниковым, где обсуждались вопросы дальнейших совместных действий.
19 октября советские партизаны взяли с. Поисево Мензелинского уезда, где в дальнейшем сосредоточились основные силы отряда ВЦИКа.
22 октября рано утром И. С. Кожевников сообщил Я. М. Свердлову о том, что с 8 октября отряд действует в тылу белых чехословаков, белогвардейцы выбиты из всего Мензелинского уезда, трудовой народ поддерживает советский отряд, численность отряда увеличилась в 4 раза.
5 ноября Экспедиционный отряд вступил в с. Байсарово. После этого отряд занял позиции между трактами Бугульма — Уфа, Мензелинск — Бирск. Дорога на г. Бирск перешла под контроль партизан. К тому времени численность отряда достигла 12000 человек.

## История
Вскоре численность Экспедиционного отряда ещё возросла. Распоряжением командования Красной Армии Экспедиционный партизанский отряд ВЦИКа стал именоваться «Партизанская Красная Армия», в составе которой были сформированы девять отрядов и два артиллерийских дивизиона. В каждом отряде открытым голосованием личный состав избрал командиров: А. М. Козина (1-й отряд), П. С. Полухина (2-й отряд), И. С. Душкина (3-й отряд), И. Ф. Рашевского и его заместителя С. С. Хайруллина (7-й отряд) и др.
С самого начала при отряде ВЦИКа действовала Чрезвычайная следственная комиссия по борьбе с контрреволюцией, саботажем и шпионажем.
С ноября Чрезвычайные следственные комиссии по борьбе с контрреволюцией, саботажем и шпионажем созданы при всех девяти отрядах партизанской армии. В их задачу входило участие в развернувшемся по стране с осени 1918 г. «красном терроре», а также в создании в сжатый срок массовой Красной армии. В этот период часть трудового народа стала отворачиваться от Советской власти. Появились лица, уклонившиеся от введённой мобилизации в Красную армию, красноармейцы дезертировавшие из армии, арестованные граждане по подозрению в шпионаже или сочувствии к Белому движению. Продовольственное снабжение многотысячной партизанской армии полностью ложилось на плечи местных крестьян, что ставило красных партизан на одну чашу весов с белыми войсками. Партизаны также привлекались к проведению продовольственных реквизиций в деревнях и отправке хлеба и других продуктов в промышленные центры.
В начале декабря из Советское руководство приказало передислоцировать партизанскую армию через железнодорожную станцию Бугульма на Южный фронт и сосредоточенить её в районе г. Нового Оскола Курской губернии.
6 декабря в г. Курск прибыл первый эшелон бойцов-партизан. Из Курска воинские части армии убывали в район сосредоточения г. Новый Оскол. (см. Революция и Гражданская война на Украине)
20 декабря Партизанская Красная армия включалась в состав Группы войск Курского направления (Группа войск образована 18 ноября 1918).,,
21 декабря Группа войск Курского направления перешла в подчинение РВС Южного фронта. (Директива Главкома № 487/ш от 19 декабря 1918 г.).
С декабря И. С. Кожевников также назначен командующим Группой войск Курского направления.
1919 год
В январе в Партизанской Красной армии И. С. Кожевникова насчитывалось 30000 красноармейцев (штыков) и 6000 лошадей. Бойцы участвовали в сражениях за г. Купянск, г. Старобельск и г. Луганск (уездный город Славяносербского уезда Екатеринославской губернии).
Приказом по Группе войск Курского направления № 2 от 10 января 1919 г. из партизанских отрядов Партизанской Красной Армии в районе г.Луганска Славяносербского уезда Екатеринославской губернии сформирована 4-я партизанская дивизия.,

## Командование
«Партизанская Красная армия»:
- Кожевников И. С., командир (ноябрь-декабрь 1918)
- Кальницкий В. Г., комиссар (ноябрь-декабрь 1918)
- Тиссэ, Эдуард Казимирович, начальник штаба (ноябрь-декабрь 1918)

## Состав
- 1-й партизанский отряд. Командир отряда А. М. Козин. Штаб в с. Поисево Мензелинского уезда (в 2013 г. Татарстан). В селе находились основные силы отряда. При отряде действовала Чрезвычайная следственная комиссия по борьбе с контрреволюцией, саботажем и шпионажем.
- 2-й партизанский отряд. Командир отряда П. С. Полухин. Штаб в н.п. Ольгино (в 2013 г. Татарстан). При отряде действовала Чрезвычайная следственная комиссия по борьбе с контрреволюцией, саботажем и шпионажем.
- 3-й партизанский отряд. Командир отряда И. С. Душкин. Штаб в н.п. Б. Чекмак (в 2013 г. Татарстан). При отряде действовала Чрезвычайная следственная комиссия по борьбе с контрреволюцией, саботажем и шпионажем.
- 4-й партизанский отряд. Штаб в н.п. М. Чекмак (в 2013 г. Татарстан). При отряде действовала Чрезвычайная следственная комиссия по борьбе с контрреволюцией, саботажем и шпионажем.
- 5-й партизанский отряд. Штаб в н.п. Русский Шуган (в 2013 г. Татарстан). При отряде действовала Чрезвычайная следственная комиссия по борьбе с контрреволюцией, саботажем и шпионажем.
- 6-й партизанский отряд. Штаб в н.п. Александровка (в 2013 г. Татарстан). При отряде действовала Чрезвычайная следственная комиссия по борьбе с контрреволюцией, саботажем и шпионажем.
- 7-й партизанский отряд. Командир отряда И. Ф. Рашевский, заместитель С. С. Хайруллин. Штаб в с. Набережные Челны (в 2013 г. Татарстан). При отряде действовала Чрезвычайная следственная комиссия по борьбе с контрреволюцией, саботажем и шпионажем.
- 8-й партизанский отряд. Штаб в с. Бакалы (в 2013 г. Башкортостан). При отряде действовала Чрезвычайная следственная комиссия по борьбе с контрреволюцией, саботажем и шпионажем.
- 9-й партизанский отряд. Штаб в с. Старо-Куручево (в 2013 г. Башкортостан). При отряде действовала Чрезвычайная следственная комиссия по борьбе с контрреволюцией, саботажем и шпионажем.
- 1-й артиллерийский дивизион.
- 2-й артиллерийский дивизион.